# (8013) Gordonmoore
(8013) Gordonmoore es un asteroide que forma parte de los asteroides Amor y fue descubierto por Eleanor Francis Helin desde el observatorio del Monte Palomar, Estados Unidos, el 18 de mayo de 1990.

## Designación y nombre
Gordonmoore se designó al principio como 1990 KA.
Posteriormente fue nombrado por Gordon Moore (1929-2023), colaborador y partidario de la educación, la investigación y la tecnología durante toda su vida, es conocido por su visión revolucionaria del futuro de las computadoras con la ley de Moore.

## Características orbitales
Gordonmoore orbita a una distancia media de 2,201 ua del Sol, pudiendo acercarse hasta 1,251 ua y alejarse hasta 3,150 ua. Tiene una inclinación orbital de 7,568 grados y una excentricidad de 0,431. Emplea en completar una órbita alrededor del Sol 1192,36 días.
Los próximos acercamientos a la órbita terrestre ocurrirán el 23 de junio de 2039, el 8 de junio de 2052 y el 19 de mayo de 2065.

## Características físicas
La magnitud absoluta de Gordonmoore es 17,10. Tiene un diámetro de 2,3 km y un periodo de rotación de 8,4 horas.